# 陸懋元
陸懋元（？—1644年），字生甫，浙江嘉兴府桐鄉縣梧桐乡人。

## 生平
万历四十六年（1618年）戊午科浙江乡试第七名，天啓五年（1625年）乙丑科会试第六名，三甲進士，孝友夙成，赋怀恬雅，历行人司行人，转江西佥宪，升黔南威清道，监理军务。时侗猺梗化，攻略城邑，公设计擒其渠魁，降其從者无算，事闻，擢湖广布政司参政，俱有异政。性好作文，政事之暇，即搦管拈题无虚日。历官二十余年，家无赢财。崇祯甲申病故，谕子不立墳茔，不树华表。

## 家族
父陆日新，字文蘭，任严州府教谕，以子懋元贵赠中宪大夫威清道副使。